# Olijfrugbosakalat
De olijfrugbosakalat (Stiphrornis pyrrholaemus) is een zangvogel uit de familie Muscicapidae (vliegenvangers). Eerder was deze vogel een ondersoort van de (oranjeborst)bosakalat.

## Verspreiding en leefgebied
Deze soort komt voor in Gabon en zuidwestelijk Congo-Brazzaville.

## Status
De grootte van de populatie wordt geschat op 10.000-20.000 volwassen vogels. Het verspreidingsgebied is vrij klein en de populatie neemt af door habitatverlies. Op de Rode lijst van de IUCN heeft deze soort daarom de status gevoelig.